# Böszörményi-Nagy Béla
Böszörményi-Nagy Béla (Sátoraljaújhely, 1912. április 9. – Boston, Massachusetts, 1990. január 8.)  1948-tól Kanadában, majd az Egyesült Államokban élt magyar zongoraművész, zenepedagógus, a Bartókot és Dohnányi Ernőt követő zongoristanemzedék egyik legjelentősebb alakja. Világszerte koncertezett, Beethoven- és Liszt-interpretációi jelentősek, Bartók III. zongoraversenyének magyarországi bemutatója nevéhez fűződik.

## Művészi pályája

### Tanulmányai
A szegedi egyetem bölcsészkarán, valamint a budapesti Zeneakadémián párhuzamosan végezte tanulmányait. A Zeneakadémián Keéri-Szántó Imre növendéke, majd a művészképzőben Dohnányinál folytatta zongoratanulmányait, kamarazene-tanára Weiner Leó volt, zeneszerzést Kodály Zoltánnál tanult. 1935 és 1937 között Liszt-ösztöndíjban részesült, 1937-ben zongoraművészi oklevelet és ezzel egyidejűleg Szegeden bölcsészdoktori diplomát szerzett.

### Szólista- és tanári karrier
A diploma megszerzése után, 1937-től a budapesti Zeneakadémia zongora tanszakának tanára lett. Tanítás mellett mind Magyarországon, mind külföldön rendszeresen koncertezett, Amszterdamban (Concertgebouw), Berlinben (Singakademie), Bécsben, Helsinkiben, Varsóban.
1945-től már a zongora tanszak vezetője, valamint további koncerteket adott külföldön (Ausztriában, Franciaországban, Svájcban, Angliában, Svédországban). 1945-től a Zeneakadémia főigazgatója, Zathureczky Ede mellett működő igazgatósági tanács tagja lett.
1948-ban családjával együtt kivándorolt Kanadába, ahol öt évig a torontói konzervatóriumban tanított (Royal Conservatory of Music of the University of Toronto). 1953-tól 1962-ig a világhírű bloomingtoni Indiana Egyetem zongora tanszakának vezetője volt, ahol az 1956-ban az Egyesült Államokba emigrált Zathureczky Ede (addig a budapesti Zeneakadémia igazgatója) a hegedű tanszak vezetője lett. Közösen koncerteztek, 1958. április 8-án New Yorkban a Town Hallban léptek fel.
Később a bostoni egyetemen, majd a University of North Carolina és a washingtoni Catholic University tanszék vezetőjeként folytatta pedagógiai munkáját.
Széles repertoárján csaknem hatvan versenymű, valamint Bach, Haydn, Mozart, Beethoven, Schubert, Chopin, Brahms, Debussy, Ravel, Bartók, Kodály, Stravinsky, Boulez és Stockhausen csaknem valamennyi szólóműve szerepelt.
A hetvenes évek közepétől már rendszeresen hazalátogatott. Életének hetvennyolcadik évében, 1990-ben hunyt el az Egyesült Államokban.
Neves tanítványai közül néhány: Bächer Mihály, László Ervin és Zempléni Kornél.